# Jenny Ozorai
Jenny Ozorai (née le 3 décembre 1990 à Ajka) est une athlète hongroise, spécialiste du lancer du marteau. 

## Biographie
Jenny Ozorai mène une carrière universitaire aux États-Unis, au sein des Trojans de l'Université de Californie du Sud.

### Palmarès
| Date | Compétition                   | Lieu      | Résultat | Performance |
| ---- | ----------------------------- | --------- | -------- | ----------- |
| 2008 | Championnats du monde juniors | Bydgoszcz | 3e       | 60,80 m     |
| 2009 | Championnats d'Europe juniors | Novi Sad  | 2e       | 63,70 m     |
| 2011 | Championnats d'Europe espoirs | Ostrava   | 8e       | 63,48 m     |

### Records
| Épreuve           | Performance | Lieu      | Date        |
| ----------------- | ----------- | --------- | ----------- |
| Lancer du marteau | 68,08 m     | Fullerton | 9 mars 2012 |